# Hells Angels Deutschland

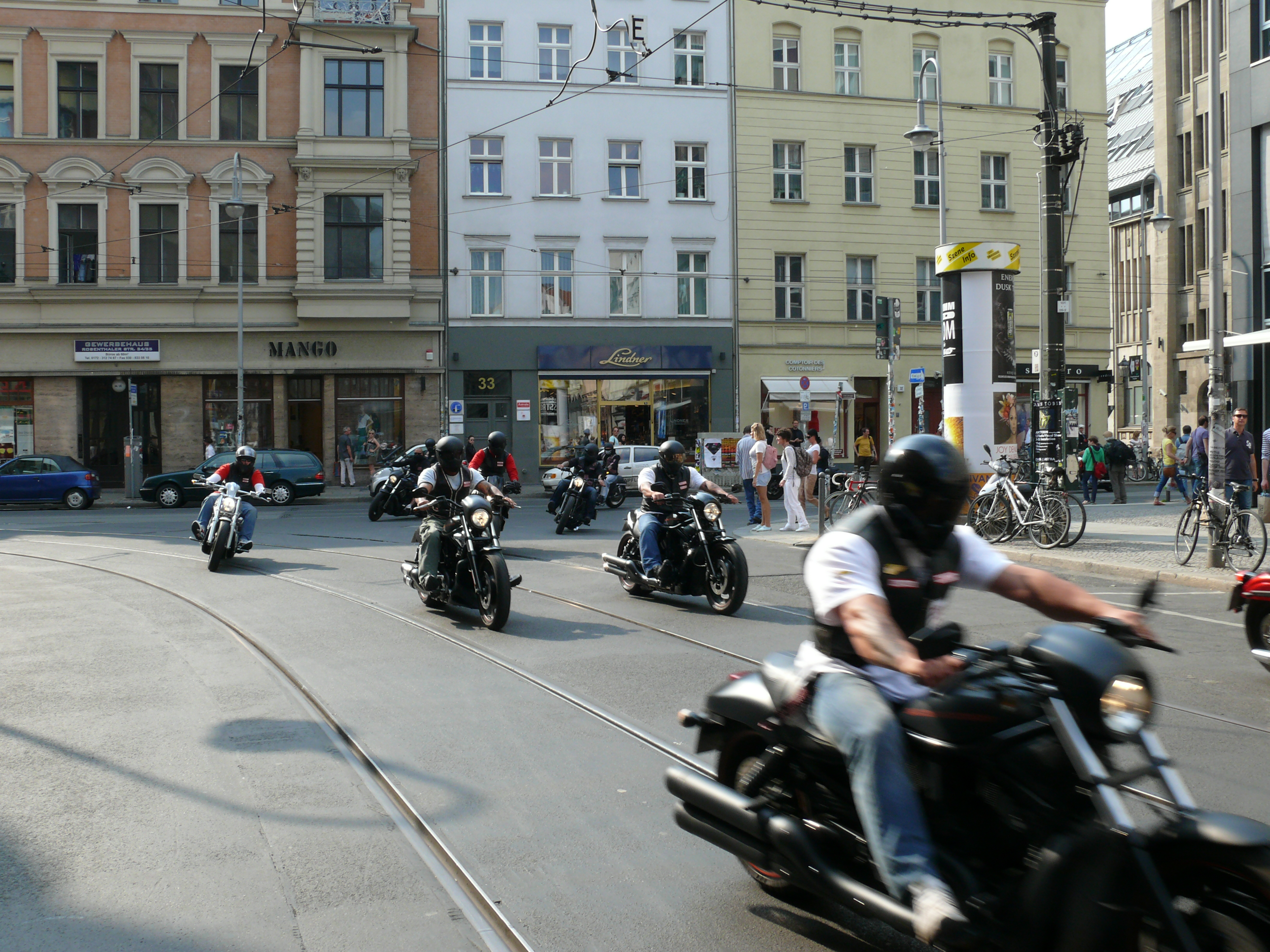
Hells Angels in Berlin, 2011

Die Hells Angels Deutschland oder Hells Angels MC Germany ist ein seit 1973 in Deutschland vertretener Motorrad- und Rockerclub. Er bildet die Gebietsvertretung des weltweit aktiven Hells Angels MC, der 1948 in Fontana, Vereinigte Staaten, gegründet wurde. Der Hells Angels MC Germany ist einer der vier großen Motorradclubs in Deutschland, die polizeilich bedeutsam und deutschlandweit organisiert sind. Er gilt außerdem als „Outlaw Motorcycle Gang“, die von einigen Vertretern aus Politik, Medien und Kriminalitätsbekämpfung als kriminelle Vereinigung eingestuft wird. Bislang wurden einzelne Charter verboten. Ein deutschlandweites Verbot wird seit 2010 von den Innenministern geprüft.

## Geschichte und Verbreitung
Der Club entstand im März 1973 in Hamburg aus einer Rockergruppe namens Bloody Devils, die in der Hansestadt lokal aktiv war und die 1971 in dem Kinofilm Rocker des Regisseurs Klaus Lemke mitgespielt hatte. Am 4. Dezember 1981 folgte die zweite Ortsgruppe (Charter) in Deutschland, entstanden aus dem schwäbischen Motorradclub Hammers of Hell in Stuttgart, 1990 Berlin und North-End sowie 1994 Kiel. Aktuell (Stand: März 2012) sind 51 Charter polizeilich bekannt, mit geschätzten 650 Mitgliedern (Stand Juni 2008). Das Charter Hannover mit seinem Präsidenten Frank Hanebuth gilt mit rund 80 Mitgliedern als das deutschlandweit einflussreichste und mächtigste.
Ein historischer Einschnitt in der Geschichte der deutschen Hells Angels war der 14. November 1999, als der über 30 Jahre alte Bones MC als damals größter Motorradclub in Deutschland mit 16 von 21 Chartern und der Hälfte der damals 500 Mitglieder fast geschlossen den deutlich kleineren Hells Angels beitrat.
Ein weiteres Datum, das für Aufsehen sorgte, war der Februar 2010, als 80 ehemalige Mitglieder des damals verfeindeten Chapters Berlin Centro des Bandidos MC Germany unter Führung von Kadir P. zu den Hells Angels überliefen. Anfangs firmierten sie in Berlin als Hells Angels – Turkey, Spätestens 2012 wurde dieses Charter in Berlin City umbenannt.
Vermutlich im Zusammenhang mit einem drohenden Verbot verschiedener Charter der Hells Angels und Chapter der Bandidos kam es im Mai 2012 zum Wechsel des Bandidos-Chapters South Side (Berlin) zum Charter Potsdam der Hells Angels.
Im Dezember 2012 wechselte das Bandidos-Chapter Berlin Midtown zu den Hells Angels, nachdem der damalige Präsident des Chapters mit einem versuchten Sprengstoffanschlag in Verbindung gebracht wurde.
Im Januar 2013 wurde bekannt, dass sich das Charter Westside (Bremen) neu gegründet hat, nachdem es sich ein halbes Jahr zuvor aufgelöst hatte.

## Strukturen
Die Charter haben hierarchische Strukturen, in jedem gibt es einen Präsidenten, Vize-Präsidenten, Schatzmeister usw., selbst Pressesprecher.

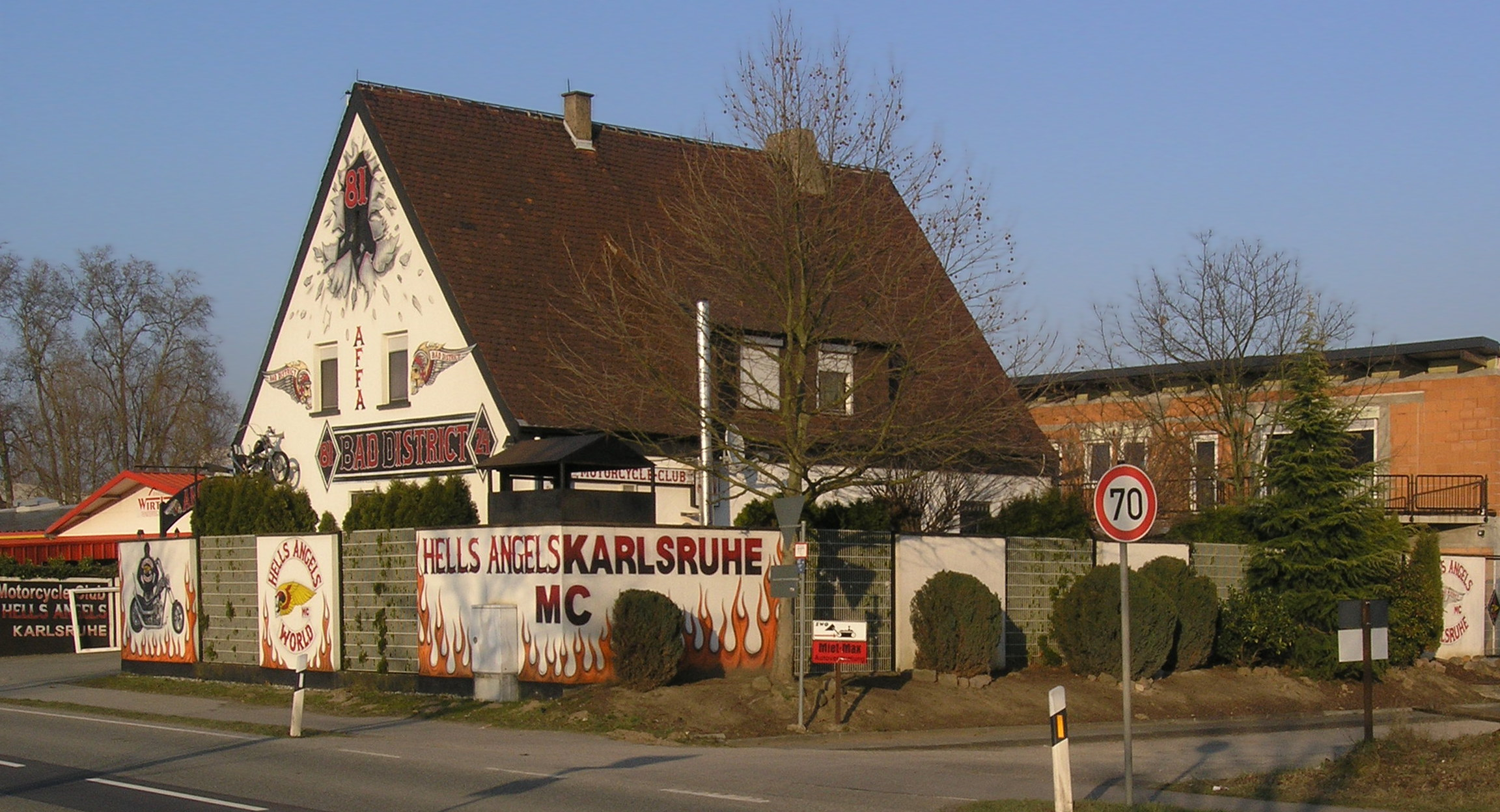
Hells Angels Germany, Clubhaus Waghäusel

Vor der Aufnahme als Mitglied („Member“), durchläuft der Bewerber als „Hangaround“ eine Anwärterschaft auf den Prospect-Status. Der „Prospect“ oder Anwärter hat für mindestens ein Jahr eine Probezeit auf den Memberstatus. Bei Ausfahrten dürfen die Bewerber „hinterherfahren, bei Festen Bierkisten schleppen und die Motorräder der Hells Angels waschen. Haben sie alle Tests positiv abgeschlossen, werden die Unterworfenen im Weltverband der Hells Angels aufgenommen. Als Zeichen dürfen sie den Rückenaufnäher (Patch) auf ihrer Kutte tragen, der einen Totenkopf mit Flügel, den sogenannten Deadhead/Deathhead zeigt.“
Während die Hells Angels selbst keine genauen Vorgaben zu den Aufnahmevoraussetzungen machen, gibt es Hinweise, dass der Bewerber männlich, weiß, älter als 21, Besitzer einer Harley-Davidson (ab 750 Kubikzentimetern), von einem Mitglied unterstützt, vertrauenswürdig und nützlicher Spezialist sein soll. Vorstrafen sollen auch dienlich sein.

## Kooperation
Nicht-Mitglieder, die die jeweiligen oder weltweiten Charter unterstützen, werden als Supporter bezeichnet. Eine wichtige Aufgabe übernehmen in Deutschland die sogenannten Supporter Clubs, die die jeweiligen Charter unterstützen.
Die Hells Angels unterhalten mit dem Red Devils MC einen eigenen Motorradclub der ausschließlich Unterstützungsaufgaben für die Hells Angels wahrnimmt. Hannover, das als derzeit größtes Hells Angels Charter weltweit gilt, hat zum Beispiel Red Devils Support Clubs in Lüneburg, Salzwedel, Uelzen, Celle, Salzgitter, Nienburg, Stadthagen, Minden, Wolfenbüttel, Helmstedt, Paderborn, Hildesheim oder Göttingen.

Als Supporter Clubs galten Legion 81 (der Name steht für den achten und den ersten Buchstaben im Alphabet) in Kiel und in Freiburg. Der Club in Kiel wurde aufgelöst.
Weitere Motorradclubs sind als Unterstützer in der sogenannten North Assossiation organisiert, an deren Spitze die Hannoveraner Hells Angels stehen und die neben den Red Devils noch 20 weitere regionale Clubs umfasst. Neben den eigentlichen Clubmitgliedern oder Supportern des Clubs kann über dieses Netzwerk eine große Masse an Unterstützern mobilisiert werden, die regelmäßig auf unterschiedliche Weise aktiv sind.

## Konkurrenz
Immer wieder sind die Hells Angels in Konkurrenzkämpfe mit anderen Rockerclubs verwickelt. Mit dem Bandidos, Outlaws MC und dem Gremium MC haben die Hells Angels Konflikte um Einflussbereiche. Insbesondere der „Rockerkrieg“ mit den Bandidos um Gebietsansprüche und Marktanteile sorgte 2009 für Schlagzeilen.
Im Mai 2010 kam es zu einem Friedensvertrag zwischen Hells-Angels-Chef Hanebuth und Peter Maczollek, Präsident der Bandidos in Deutschland und deren Vizepräsident in Europa, in der Kanzlei von Hanebuths Rechtsanwalt Götz von Fromberg in Hannover. Der Frieden war nur von kurzer Dauer.

## Selbstbild und Bewertung

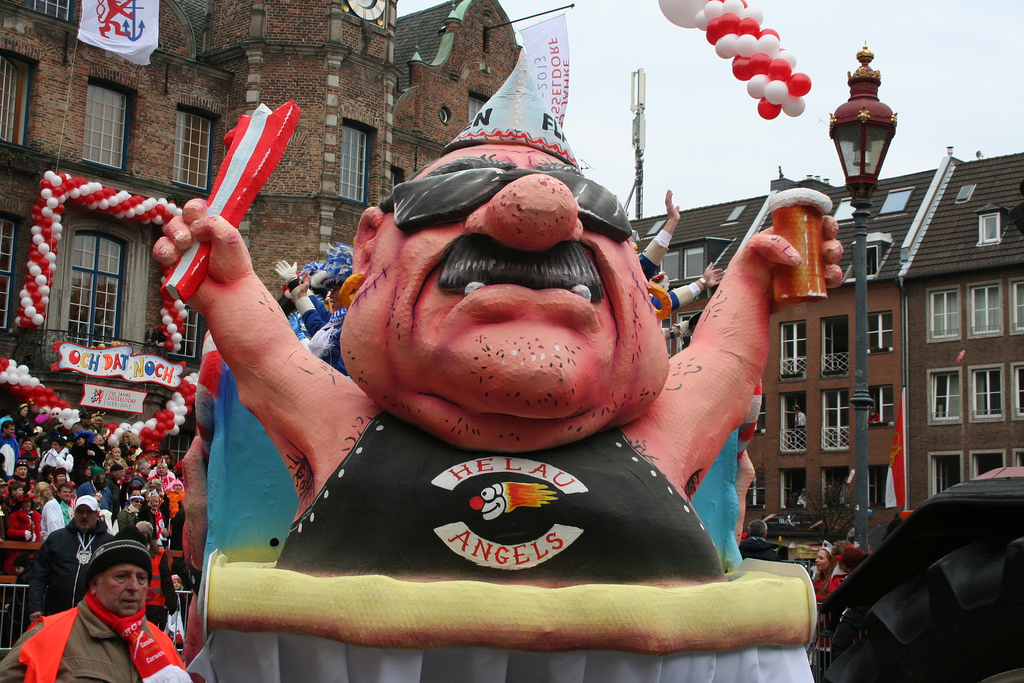
Helau Angels-Karikatur beim Rosenmontagszug in Düsseldorf 2013

Als „zornige Stiefbrüder der Hippies“ (Kuno Kruse) tituliert, verstehen sich die Hells Angels als „Motorradclub und internationale Brüderschaft“ mit den Grundwerten Ehre, Respekt, Treue und Freiheit. Werte, „die nur noch die Alten aus den damalig üblichen Großfamilien kennen“ und „die einem Grossteil der Gesellschaft abhanden gekommen sind“, und dadurch, so die Kritik der Hells Angels, die Gesellschaft nachteilig verändere. Verrat, Kindesmissbrauch sowie harter Drogenkonsum gelten als Ausschlusskriterium der Hells Angels. Die Kameradschaft würde trotz stetiger Vorwürfe Drogen- und Waffenhandel ablehnen. Die Hells Angels beklagen eine einseitige Berichterstattung in den Medien, insbesondere die generelle Kriminalisierung ihrer Lebenseinstellung.
Klaus Boers, Professor des kriminologischen Instituts an der Universität Münster, bewertet die Clubs als „Machokultur par excellence“, deren „alten Männerrituale eine Erscheinungsform der Vergangenheit sind.“ Opitz stellt fest, dass es „geradezu paradox erscheinen muss, wenn die vom Clubmitglied erstrebte Freiheit nach dem Beitritt […] durch eine Club-Satzung reglementiert und die Freiheit in eine Freiheit(s)pflicht umgeformt wird. Die individuelle Freiheit wird auf diese Weise zur kollektiven Freiheit, die jederzeit die Clubinteressen berücksichtigen muss“.

## Clubregeln und Besonderheiten
Nach Sonny Barger, dem ehemaligen Präsidenten, soll der Club mit so wenig Regeln wie möglich auskommen. Die von ihm aufgestellten Vorschriften sind heute noch gültig. So muss
- jede Woche zu einem festen Termin ein Meeting der Clubmitglieder stattfinden. Unentschuldigtes Fehlen wird mit Geldstrafe geahndet. Frauen sind zu diesen Treffen nicht zugelassen, Drogen sind während des Meetings verboten.
- Jedes Clubmitglied muss sein eigenes Motorrad besitzen, eine Harley-Davidson ist nicht vorgeschrieben.
- Ehefrau oder Freundin eines anderen Clubmitglieds sind unantastbar.
- Schlägereien zwischen Clubmitgliedern sind verboten.

Die Charter der deutschen Hells Angels tragen als bottom rocker, also dem unteren Schriftzug auf ihren Kutten, nicht „Germany“, sondern Städte- und Gebietsnamen wie z. B. „Black Forest“, „West Side“, „Frankfurt“ oder „Stuttgart“. Mit dieser Maßnahme wird vermieden, dass sich das über das Hamburger Charter verhängte Clubverbot auf alle deutschen Charter anwenden ließ. Die deutschen Hells Angels holten sich hierfür eigens die Genehmigung aus den USA. In Deutschland sowie international sind die Schriftzüge, die Schriftart und Schriftform rot auf weiß, der geflügelte Totenkopf sowie diverse Umschreibungen und Kürzel wie etwa Big Red Machine und AFFA (Angels Forever Forever Angels) markenrechtlich geschützt.
Neben dem Rückenaufnäher sind besondere Aufnäher vorgesehen, so Dequiallo, wenn man einen Polizisten o. ä. niedergeschlagen oder verletzt hat, oder Filthy Few, wenn ein Feind des MC durch das Mitglied getötet wurde.

## Nähe zur Kriminalität
Es gibt viele Vorwürfe wegen Kriminalität gegen einzelne Mitglieder des Clubs und seiner Charter. Dabei umfassen die Anklagepunkte in polizeilichen Ermittlungen und späteren Gerichtsprozessen vermutete Tatbestände wie Körperverletzung, Raub, Prostitution, Waffenbesitz, Schutzgelderpressung, Drogenhandel und Mord. 2010 waren nach Eigenangaben 18 Hells Angels inhaftiert. Eine weitere Erscheinungsform sind die durch Hells Angels dominierten Gruppierungen der Organisierten Kriminalität (OK). Im Jahr 2010 richteten sich 20 OK-Verfahren gegen Mitglieder des Hells Angels Motorcycle Clubs.
Auch ehemalige Mitglieder der Hells Angels Deutschland berichteten über eine kriminelle Ausrichtung des Clubs. Laut Ulrich Detrois betrifft dies aber nur die deutschen Charter. Gestützt werden diese Vorwürfe durch einschlägige Gerichtsurteile gegen führende Mitglieder der Gruppierung. Immer wieder waren Hells Angels auch in Auseinandersetzungen mit anderen Rockerclubs verwickelt, die zum Teil zu Todesfällen führten.
Neben den kriminellen Betätigungsfeldern werden von den Hells Angels legale Geschäftsbereiche erschlossen. „Typische Betätigungsfelder dafür sind Wach- und Sicherheitsdienste, der Gastronomiebereich sowie Tattoo-Studios, die offiziell gewerblich angemeldet sind.“ Die Hells Angels würden u. a. mit Sicherheitsdiensten nach folgendem Schema kooperieren: Der Club leihe den Rockern Geld für den Kauf ihres Harley-Davidson-Motorrads. Diesen Kredit würden die Mitglieder dann als Türsteher oder Bordellwirtschafter abarbeiten. Nach Angaben eines Aussteigers zahlt ein Vollmitglied monatlich 400 Euro Clubbeitrag, die Kutte kostet einmalig 2500 Euro.

### Vorfälle in Deutschland
- 1973: Im April wurde ein 20-jähriger Kirchenhelfer in Hamburg von einem Mitglied der Bloody Devils erstochen.
- 1980: Auf Sylt wurde ein Disco-Besitzer von einem amerikanischen Hells-Angels-Mitglied getötet, nachdem er den Hells Angel verprügelt und vor die Tür gesetzt hatte.[32]
- 2002: Der als Gemüsehändler getarnte Necati Arabaci, ein Mitglied der Hells Angels, das über Türsteher und Zuhälter einen Teil des Rotlichtmilieus im Rhein-Ruhr-Raum kontrollierte, wurde in Köln verhaftet. 2004 erfolgte seine Verurteilung wegen Rädelsführerschaft in einer kriminellen Vereinigung, räuberischer Erpressung, Zuhälterei und schweren Menschenhandels.
- 2004: Die Führungsfigur des Karlsruher Charters, ein 42-jähriger Bordellbesitzer und stadtbekannte Rotlichtgröße, wurde im Januar in einem Café der Karlsruher Innenstadt am helllichten Tag erschossen.[33]
- 2006: Mitglieder der Hells Angels überfielen bei Bremen ein Vereinsheim des verfeindeten Rockerclubs Bandidos und verletzten dabei fünf Männer schwer. Die Täter konnten von der Polizei ermittelt werden. Der daraufhin in Hannover geführte Strafprozess gegen 14 Hells-Angels-Mitglieder ging Ende 2008 nach einer Absprache zwischen Gericht, Staatsanwaltschaft und Verteidigung „überraschend schnell“ zu Ende. Drei Männer wurden zu Haftstrafen verurteilt, während elf Angeklagte lediglich Bewährungsstrafen erhielten. Der damalige Celler Generalstaatsanwalt und spätere Generalbundesanwalt Harald Range verteidigte das „milde Urteil“.[34]
- 2007: Nach vorangegangenen Auseinandersetzungen zwischen Hells Angels und Bandidos in Ibbenbüren wurde ein Hells-Angels-Mitglied durch zwei Bandidos-Mitglieder ermordet.
- 2009: Bei Stetten (Pfalz) wurde im Juni der Präsident des Chapters Donnersberg des Outlaws MC von Hells-Angels-Mitgliedern getötet, nachdem es zuvor in Bad Kreuznach zu einer tätlichen Auseinandersetzung zwischen Mitgliedern der rivalisierenden Clubs gekommen war.[35] Im August wurde in Berlin ein ehemaliges Mitglied der Hells Angels auf offener Straße erschossen.[36] Der Präsident des inzwischen aufgelösten Flensburger Charters wurde zu vier Jahren Haft verurteilt, weil er im September nachts auf der Autobahn mit dem Auto ein motorradfahrendes Mitglied eines anderen Clubs bei hoher Geschwindigkeit absichtlich gerammt und lebensgefährlich verletzt hatte.[37] Im Oktober erschoss in Duisburg ein Prospect der Hells Angels das Bandidos-Mitglied Rudi Heinz Elten auf offener Straße. In der Folge kam es zu heftigen Auseinandersetzungen zwischen den beiden Clubs.[38]
- 2010: In Anhausen im Westerwald wurde ein Angehöriger des Spezialeinsatzkommandos Rheinland-Pfalz von einem Mitglied der Hells Angels getötet. Der Täter schoss zweimal durch die geschlossene Wohnungstür, als das SEK dabei war, diese zu öffnen.[2] Der Bundesgerichtshof sprach das Hells-Angels-Mitglied frei, da es in Putativnotwehr gehandelt habe. Es hielt die Mitglieder des SEK für Mitglieder des verfeindeten Rockerclubs Bandidos, die ihn zuvor bedroht hatten.[39]
- Mai 2011: Nachdem gewalttätige Auseinandersetzungen in der Rockerszene im August 2010 nach dem sogenannten „Friedensvertrag“ zumindest teilweise ausgeräumt schienen,[40] flammten 2011 erneut Auseinandersetzungen auf, an denen die deutschen Hells Angels maßgeblich beteiligt waren.[41]
- Januar 2012: In der Nacht vom 21. zum 22. Januar 2012 kam es zu einer Massenschlägerei zwischen Hells Angels und Bandidos in Mönchengladbach.[42] Wenige Tage später durchsuchten zwei Hundertschaften der Polizei ein Vereinsheim der Hells Angels; der Innenausschuss des Landtages Nordrhein-Westfalen beschäftigte sich am 2. Februar (wie auch schon am 12. November 2009) mit dem Thema „Rockerkriminalität“.
- Mai 2013: Die Reutlinger Kriminalpolizei verhaftete den Präsidenten des Hells-Angels-Charters Reutlingen, Ingo Dura, in einem Frankfurter Hotel wegen des Verdachts der schweren räuberischen Erpressung. Er wurde zu vier Jahren Gefängnis verurteilt.[43]
- Dezember 2013: Die Staatsanwaltschaft ermittelte 2013 wegen des Verdachts der Geldwäsche gegen eine den Hells Angels nahestehende Person aus dem Umfeld des Bordells Colosseum in Augsburg.[44]
- Januar 2014: Beim sogenannten Berliner Wettbüro-Mordfall stürmten 13 vermummte Mitglieder der Hells Angels MC Berlin City ein Wettbüro in Berlin-Reinickendorf, das ehemalige Bandidos-Mitglied Tahir Ö. wurde gezielt erschossen. Sieben Mitglieder des Berliner Charters wurden dafür wegen Mordes und deren Präsident Kadir P. wegen Anstiftung zum Mord zu lebenslanger Haft verurteilt. Ein neuntes Mitglied der Hells Angels, Kassra Zargaran,[45] wurde ebenfalls wegen Mordes verurteilt, jedoch sagte er gegen die anderen Tatbeteiligten aus und wurde deshalb nur zu zwölf Jahren Freiheitsstrafe verurteilt. Die 2019 vom Landgericht Berlin verhängten acht lebenslangen Freiheitsstrafen wurden im Februar 2022 vom Bundesgerichtshof bestätigt.[46]
- Juni 2016: Eine Gruppe von ca. 20 Hells Angels drang in das „Revier“ der rivalisierenden United Tribuns in der Eisenbahnstraße im Leipziger Osten ein. Trotz einer Gefährderansprache durch die Polizei kam es zu einer Schießerei zwischen den Clubs. Drei Rocker kamen schwerverletzt ins Krankenhaus, zwei von ihnen hatten Bauchschüsse. Dort starb ein Angehöriger der United Tribuns schließlich.[47][48][49]
- Am 7. Oktober 2016 wurde der Anführer des Gießener Charters, Aygün M., vor dem Klubheim des Charters in Wißmar bei Gießen erschossen aufgefunden.[50] Der 45-Jährige wurde von 16 Schüssen getroffen.[51] Vom Täter fehlte zunächst jede Spur.[50]

### Clubverbote
- Charter Hamburg: 1983/86 setzten die deutschen Behörden für die Hamburger Hells Angels ein Verbot basierend auf dem Vereinsgesetz durch. Das Verbot des Vereins wurde 1988 durch das Bundesverwaltungsgericht bestätigt. Für ein Verbot gemäß § 129 StGB (Bildung einer kriminellen Vereinigung) konnten die nötigen Beweise nicht erbracht werden. Trotz des Verbots gibt es heute wieder das Hells-Angels-Charter Harbour City.
- Charter Düsseldorf: Am 25. Januar 2001 wurden die Hells Angels Düsseldorf verboten, nachdem die Staatsanwaltschaft den Rockern neben der Bildung einer kriminellen Vereinigung illegalen Besitz von Waffen und Sprengstoff vorwarf, zudem Raub, Nötigung, Bedrohung und Diebstahl.[52][53]
- Charter Flensburg: Am 29. April 2010 wurden nach vorausgegangenen gewalttätigen Auseinandersetzungen zwischen den Bandidos Neumünster und dem Flensburger Charter beide Clubs von Schleswig-Holsteins Innenminister Klaus Schlie (CDU) verboten.[54]
- Charter Pforzheim: Am 10. Juni 2011 verbot das Innenministerium Baden-Württemberg das Hells Angel MC Charter Borderland und sein Unterstützerclub Commando 81 Borderland.[55]
- Charter Frankfurt und Westend: Am 30. September 2011 wurden die Clubs Frankfurt und Westend vom Hessischen Innenministerium aufgrund Verstoßes gegen Strafgesetze verboten.[56]
- Charter Kiel: Am 18. Januar 2012[57] wurde das Charter Kiel von Schleswig-Holsteins Innenminister Klaus Schlie nach dem Vereinsgesetz verboten. Das Vereinsvermögen wurde beschlagnahmt.[58][59][60]
- Charter Cologne: Am 3. Mai 2012 wurde das Charter Cologne in Köln durch den  nordrhein-westfälischen Innenminister Ralf Jäger verboten. Zudem wurde ein Supporter-Club (Red Devils Cologne) verboten.[61]
- Charter Singen: Am 29. Mai 2012 hat sich das Charter Singen der Hells Angels aufgelöst, angeblich um einem offenbar bevorstehenden Polizeieinsatz zur Durchsetzung einer anstehenden Verbotsverfügung zuvorzukommen[62]
- Charter Berlin City: Der Hells Angels MC Berlin City sowie die Supporter-Clubs Berlin City MG 81 und Berlin City Crew 81 lösten sich in der Nacht zum 29. Mai 2012 selbst auf, um einem Verbot durch Innensenator Frank Henkel (CDU) zuvorzukommen.[63][64]

Seit 2010 prüfen die Innenminister bzw. Innensenatoren von Bund und Ländern ein generelles Verbot von Rockerclubs wie den Hells Angels.

### Kuttenverbot
Im April 2014 sprach das Hanseatische Oberlandesgericht in Hamburg ein Urteil zum Kuttenverbot. In den Monaten darauf beschäftigten sich die Innenministerien aller Bundesländer mit dem Thema Kuttenverbot; die meisten (außer Hessen und Sachsen-Anhalt, Stand August 2014) sprachen Kuttenverbote aus, z. B.:
- Berlin, Thüringen und Schleswig-Holstein im Juni[69][70]
- Niedersachsen und Nordrhein-Westfalen im Juli (NRW hat nicht nur den Hells Angels und den Bandidos, sondern auch ihren Unterstützerclubs das Kutte-Tragen verboten)[71]
- Rheinland-Pfalz im Juli[72]
- In Bayern besteht seit dem 1. Oktober 2014 Kuttenverbot[68]
- Hessen verschärfte im Oktober 2014 die Rechtslage[73]

### Clubauflösungen
- Ende Februar 2012 hat sich das Charter Midland (Langenfeld bei Düsseldorf) der Hells Angels selbst aufgelöst.[74]
- Im Juni 2012 haben sich die Hells Angels Charter West-Side (Bremen), Potsdam und Southport (Hamburg) aufgelöst.[75][76]
- Am 27. Juni 2012 hat sich das Hannoveraner Charter unter ihrem Präsident Frank Hanebuth selbst aufgelöst.[77]
- Am 5. Juli 2012 hat sich das Charter Schwerin nach einer polizeilichen Durchsuchungsaktion selbst aufgelöst.[78]
- Am 5. März 2013 hat sich das Charter Bonn aufgelöst.[79]